# Mammillaria brachytrichion
Mammillaria brachytrichion es una especie  perteneciente a la familia Cactaceae. Es endémica de Durango en México. Su hábitat natural son los áridos desiertos. Está tratada en peligro de extinción por pérdida de hábitat. 

## Descripción
Es una planta perenne carnosa y globosa con la hojas transformadas en espinas (como buena parte de las especies de la familia), de color verde y con las flores de color blanco. 

## Taxonomía
Mammillaria brachytrichion fue descrita por Jonas M. Lüthy y publicado en Kakteen und andere Sukkulenten 38(12): 295, f, en el año 1987.
Etimología
Mammillaria: nombre genérico que fue descrita por vez primera por Carolus Linnaeus como Cactus mammillaris en 1753, nombre derivado del latín mammilla = tubérculo, en alusión a los tubérculos que son una de las características del género.
brachytrichion: epíteto latíno que significa "con pelos cortos"
Sinonimia
- Mammillaria mercadensis[5]